# پیروکسن

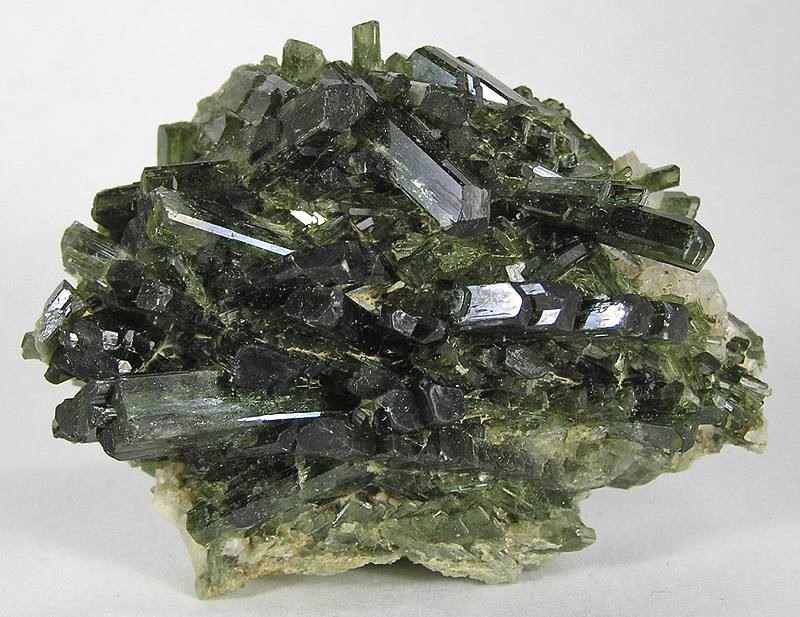
پیروکسن (دیوپسید) از معادن افغانستان

پیروکسن‌ها گروه مهمی از مواد معدنی اینوسیلیکات هستند که در بسیاری از سنگ‌های آذرین و دگرگونی یافت می‌شوند. آن‌ها یک ساختار مشترک را متشکل از زنجیرهای منفرد تترائدرهای سیلیکاتی دارند. همچنین پیروکسنها در سیستم‌های تبلور منوکلینیک و اورتورومبیک متبلور می‌شوند. پیروکسن‌ها به فرمول کلی XY(Si,Al)2 O۶هستند که در آن X معرف کلسیم، سدیم، آهن ۲+، منیزیم و به ندرت روی است و Y نمایندهٔ یونهای کوچکتر به مانند کروم، آلومنیوم، آهن۳+، منیزیم، منگنز، اسکاندیم، تیتانیوم، وانادیوم و حتی آهن ۲+ است. آلومنیوم گاهی به‌طور گسترده‌ای در سیلیکاتها به جای سیلیکون جایگزین می‌شود. (مانند فلدسپارها و آمفیبولها) ولی این جایگزینی در اکثر پیروکسن‌ها تا اندازهٔ محدودی رخ می‌دهد.
نام پیروکسن از دو واژهٔ یونانی (آتش و بیگانه) برگرفته شده‌است به این دلیل که پیروکسن‌ها در گدازه‌های آتش فشانی حضور دارند و گاهی به عنوان شیشه‌های آتشفشانی قرار می‌گیرند. فرض بر این بود که آن‌ها ناخالصی‌هایی در درون شیشه هستند، از این رو به آن‌ها «غریبهٔ آتش» می‌گفتند. پیروکسن‌ها تشکیل دهنده‌های اولیهٔ مواد معدنی هستند که پیش از فوران گدازه متبلور شده‌اند. گوشتهٔ فوقانی زمین عمدتاً از اولیوین و پیروکسن تشکیل شده‌است. ترکیب شیمیایی و نامگذاری پیروکسن‌ها: زنجیرهٔ سیلیکاتی موجود در ساختار پیروکسن، انعطاف‌پذیری زیادی را دربارهٔ نحوهٔ اختلاط کاتیونهای مختلف نشان می‌دهد و پیروکسن‌های معدنی عمدتاً از روی ترکیب شیمیایی خود نامگذاری می‌شوند. مواد معدنی پیروکسن (Pyroxene minerals) بر اساس گونه‌های شیمیایی که جایگاه‌های X و Y و تترائدرهای T را اشغال می‌کنند نامگذاری می‌شوند. کاتیون هاییکه جایگاه Yرا اشغال می‌کنند به اکسیژن‌های ۶تایی در آرایش اوکتاهدرال محدود می‌شوند. هایی که در جایگاه X قرار می‌گیرند می‌توانند با ۶ تا ۸ اتم اکسیژن هماهنگ ((Coordinatedشوند. نام بیست مادهٔ معدنی توسط «کمیسیون انجمن بین‌المللی کانی در مواد معدنی جدید و نام‌های معدنی» به رسمیت شناخته شده‌است و ۱۰۵ نامی که سابقاً به کار برده می‌شد منسوخ اعلام شد.
پیروکسن معمولی عمدتاً در جایگاه تترائدرال، سیلیکون دارد و غالباً یون‌هایی با برا ۲+، هم در جایگاه X و هم در جایگاه Y که فرمول تقریبی XYT2O۶ از آن نتیجه می‌شود. نام کلسیم-آهن-منیزیم پیروکسن را به صورت «پیروکسن چهار ضلعی» تعریف می‌کنند. سری انستاتیت-فروسیلیت ([Mg ,Fe-]SiO3) شامل ۵ مول کلسیم است که در سه پلی مورف وجود دارد. (اورتو انستاتیت اورتورومبیک، پروتو انستاتیت و کلینوانستاتیت منوکلینیک). افزایش مقدار کلسیم مانع از تشکیل فاز اورتورومبیک در سیستم تبلور منوکلینیک است. محلول جامد کاملی در کلسیم وجود ندارد و Fe-Mg-Ca پیروکسن‌هایی که در بین ۱۵ تا ۲۵ مولار هستند هم با توجه به وجود یک جفت کریستال پایدار نیستند. این مسئله منجر به شکاف امتزاج بین پیگنوییت و اوژیت می‌شود. شکاف در کلسیم ۴۵ مولار اتفاق می‌افتد. چون یون کلسیم نمی‌تواند جایگاه Y را اشغال کند. ولاستونیت معدنی مربوط به عضو پایان فرضی کلسیم است اما تفاوت‌های ساختاری مهم به معنای آن است که با پیروکسن گروه‌بندی می‌شوند.